# Ariel the Little Mermaid
Ariel the Little Mermaid — видеоигра по мотивам диснеевского мультфильма «Русалочка», выпущенная компанией Sega в 1992 году для приставок Mega Drive/Genesis и Game Gear (в Бразилии компания Tec Toy также портировала игру на Master System).

## Игровой процесс
Игровыми персонажами являются Ариэль и её отец Тритон — владыка подводного царства. Игра за каждого из героев вносит свои особенности в геймплей. Так, Тритон вооружён трезубцем, извергающим снопы искр и некое подобие лазерных лучей, что позволяет проводить разнообразные «салюты» в адрес своих врагов, тогда как Ариэль использует в качестве оружия морскую пену.
При игре за Тритона нужно спасти его дочь — русалочку Ариэль. Если играть за Ариэль, то предстоит обратная задача: освободить отца, заточенного в тёмной пещере на дне. До пещеры, в обоих случаях, предстоит сперва доплыть, попутно освобождая превращённых в водоросли верноподданных Подводного Царства. В этом состоит один из ключевых моментов игры: покинуть каждый игровой уровень можно только освободив определённое количество русалок и русалов. Всего в игре четыре уровня — Подводный Риф (англ. The Reef), Тонущий корабль (англ. Sunken Ships), Атлантида (англ. Atlantis) и Пещера (англ. The Cave). После освобождения всех пленных и завершения уровня предстоит битва с боссом: Монстр из лавы (англ. The Lava Monster) на первом уровне, Акула (англ. The Shark Boss) — на втором, Медуза (англ. The Medusa) — на третьем и Урсула (англ. Ursula) — на последнем.
Разобраться в хитросплетенных уровнях существенно помогает карта, по которой можно узнать местоположение тех, кого нужно спасти. Имеется возможность вызова незаменимых помощников (Summoned units) — рыбки Флаундер, разгребающего каменные завалы, и ворчливого, но доброго в душе, мажордома-концертмейстера подводного двора Себастьяна. Альбатрос Скаттл, известный собиратель различных «вещиц» из верхнего мира, организовал собственный бизнес: в его лавке (экран торговли вызывается прикосновением к свитку с образом хозяйственной птички) игрок может приобрести дополнительные «жизни», «сердечки» и прочие полезные при прохождении игры вещи.
В ходе игры героям встретятся различные представители подводной фауны и флоры, как дружелюбные (мелкие водоросли), так и настроенные враждебно по отношению к Тритону и его дочери: Угри (помощники Урсулы), моллюски, Акулы, Скелеты (излюбленное место обитания — затонувшие корабли), морские ежи. Восполнять энергию помогают сундуки с полезным содержимым — драгоценными камнями и сердечками, частично восстанавливающими полоску здоровья (health bar).

## Музыка
На заставке игры звучит инструментальная версия Under The Sea.

## Оценки и мнения
| Сводный рейтинг    | Сводный рейтинг | Сводный рейтинг |
| Издание            | Оценка          | Оценка          |
| Издание            | Mega Drive      | SGG             |
| ------------------ | --------------- | --------------- |
| MobyRank           | 42/100          |                 |
| Иноязычные издания |                 |                 |
| Издание            | Оценка          | Оценка          |
| Издание            | Mega Drive      | SGG             |
| ASM                | 6/12            |                 |
| AllGame            | [ 2 ]           | [ 3 ]           |
| Jeuxvideo.com      | 6/20            |                 |
| Power Play         | 4/10            |                 |
| Video Games (DE)   | 3,6/10          |                 |

Игра получила разносторонние, преимущественно негативные отзывы от журналистов. Обозревателям не понравилась излишняя простота геймплея, очень малая продолжительность прохождения и чрезвычайно низкий уровень сложности, но некоторые критики одобрительно отнеслись к звуковому оформлению. На сайте MobyGames Ariel the Little Mermaid для Mega Drive/Genesis получила среднюю оценку в 42 балла из 100 возможных.
Редакция журнала ASM посчитала, что игра геймплейно и графически проста, анимации дёрганные, а фоны — пустые, к плюсам же была отнесена красивая музыка из оригинального мультфильма, но, по мнению рецензентов, её не хватает для того, чтобы оправдать покупку Ariel the Little Mermaid. Представитель Jeuxvideo.com под псевдонимом danabnormal отнёсся к игре ещё более негативно, сказав, что её «следует избегать, как чумы»: были раскритикованы однообразные и некрасивые уровни, практическое отсутствие реиграбельности, низкая сложность и даже отвратительное, по мнению обозревателя, звуковое сопровождение, а единственным положительным моментом названо удобное управление. Более снисходительным к Ariel the Little Mermaid был Кристофер Майкл Бейкер (AllGame), заметив, что целевая аудитория игры — девочки возрастом до 10 лет, поскольку в ней нет особых трудностей во время прохождения: среди позитивных сторон были отмечены качество анимации (которая, по словам критика, «настолько хороша, насколько можно ожидать от Genesis») и неплохая музыка, но к минусам отнесены слабые звуковые эффекты и тот факт, что для старшей аудитории игра может показаться пустой тратой времени. Немного ниже Бейкер оценил версию Ariel the Little Mermaid для Game Gear.